# Macrostylis villosa
Macrostylis villosa är en vinruteväxtart. Macrostylis villosa ingår i släktet Macrostylis och familjen vinruteväxter.

## Underarter
Arten delas in i följande underarter:
- M. v. minor
- M. v. villosa